# Bobby Bland
Robert Calvin Bland (27 de enero de 1930 - 23 de junio de 2013) también conocido como Bobby "Blue" Bland, fue un cantante estadounidense de blues y soul.
Fue uno de los miembros originales del grupo The Beale Streeters y al igual que artistas como Sam Cooke, Ray Charles y Junior Parker, Bland cultivó un sonido derivado de la mezcla entre gospel con blues y R&B.
En 1992 fue admitido al Salón de la Fama del Rock y en 1997 recibió un Grammy Lifetime Achievement Award.

## Discografía
- Blues Consolidated - 1958 (Duke Records) (junto a Junior Parker)
- Like Er Red Hot - 1960 (Duke Records)
- Two Steps from the Blues (Duke 1961/Duke/MCA 2002)
- Here's the Man! - 1962 (Duke Records)
- Call On Me - 1963 (MCA)
- Ain't Nothing You Can Do - 1964 (MCA)
- The Soul of The Man" - 1966 (MCA)
- Touch of The Blues - 1967 (Duke Records)
- The Best Of - 1967 (Duke Records)
- The Best Of Volume 2 - 1968 (Duke Records)
- Spotlighting The Man - 1969 (Duke Records)
- His California Album - 1973 (Dunhill Records)
- Dreamer - 1974 (Dunhill Records)
- Together for the First Time (junto a B. B. King) - 1974 (Dunhill Records)
- Bobby Bland and B. B. King Together Again...Live - 1976 (MCA)
- Years of Tears - 1993 (Malaco)
- Daddy is good - (Pablo Belart)